# Пекович, Никола
Никола Пекович (черног. Никола Пековић; англ. Nikola Peković; род. 3 января 1986 года, Биело-Поле, Черногория, СФРЮ) — черногорский профессиональный баскетболист, в последнее время выступавший за команду Национальной баскетбольной ассоциации «Миннесота Тимбервулвз». Играет на позиции центрового. Он был выбран на драфте НБА 2008 года во втором раунде под общим 31-м номером. В Европе выступал за сербские «Атлас» и «Партизан», а также греческий «Панатинаикос», в составе последнего в сезоне 2008/2009 годов стал победителем Евролиги. Он является игроком национальной сборной Черногории, за которую выступал на чемпионате Европы 2011 года.

## Карьера в Европе
Никола Пекович — воспитанник системы подготовки резерва баскетбольного клуба «Будучност» из Подгорицы. Его профессиональная карьера началась в 2003 году в белградском клубе «Атлас». Через два года перешёл в «Партизан». За «Партизан» Пекович выступал с 2005 по 2008 годы, выиграв за это время три чемпионских титула в Сербии, национальный кубок и два раза став победителем Адриатической лиги.
В июне 2008 года Пекович перешёл в греческий «Панатинаикос». В том же году он выставил свою кандидатуру на драфт НБА. Предполагалось, что Пекович будет выбран в первом раунде, но из-за его контракта с «Панатинаикосом» многие менеджеры решили не рисковать с выбором черногорца. В итоге Никола был выбран первым во втором раунде под общим 31-м номером клубом «Миннесота Тимбервулвз», но остался в Европе. В сезоне 2008-2009 Пекович помог «Панатинаикосу» выиграть чемпионат и кубок Греции, а также Евролигу. Сам он занял четвёртое место в голосовании на звание самого ценного игрока чемпионата Греции и вошёл в первую символическую сборную Евролиги.

## Карьера в НБА
Летом 2010 года Пекович подписал с «Миннесотой» трёхлетний контракт, по которому он должен будет получить 13 миллионов долларов. Изначально Пекович был сменщиком основного центрового Миннесоты, серба Дарко Миличича. В дебютном сезоне в НБА он сыграл 65 игр, в которых в среднем проводил на площадке 13,6 минут, набирал 5,5 очков и делал 3 подбора.
В августе 2011 года, во время локаута в НБА, Пекович подписал с «Партизаном» однолетний контракт, действительный до окончания локаута. В феврале 2012 года Пекович заменил получившего травму Миличича в стартовой пятёрке и сразу же продемонстрировал высокий уровень. В феврале он в среднем за игру набирал 17,2 очка, делал 10,4 подбора и 1,2 блок-шота, а также лидировал по количеству подборов на чужом щите (5,5 за игру). 17 февраля 2012 года в игре против «Хьюстон Рокетс» Пекович установил личный рекорд результативности в НБА, набрав 30 очков, а также сделав 9 подборов в нападении и 3 блок-шота.

## Достижения
- Чемпион Евролиги 2009
- Чемпион Сербии 2006, 2007, 2008
- Чемпион Греции 2009, 2010
- Чемпион Адриатической лиги 2007, 2008
- Обладатель Кубка Сербии 2008
- Обладатель Кубка Греции 2009
- Самый ценный игрок финала четырёх Адриатической лиги 2008
- Включён в первую сборную звёзд Евролиги 2009
- Включён во вторую сборную звёзд Евролиги 2008

## Статистика

### Статистика в НБА
| Сезон                                                                                    | Команда   | Регулярный сезон | Регулярный сезон | Регулярный сезон | Регулярный сезон | Регулярный сезон | Регулярный сезон | Регулярный сезон | Регулярный сезон | Регулярный сезон | Регулярный сезон | Регулярный сезон | Серия плей-офф | Серия плей-офф | Серия плей-офф | Серия плей-офф | Серия плей-офф | Серия плей-офф | Серия плей-офф | Серия плей-офф | Серия плей-офф | Серия плей-офф | Серия плей-офф |
| Сезон                                                                                    | Команда   | GP               | GS               | MPG              | FG%              | 3P%              | FT%              | RPG              | APG              | SPG              | BPG              | PPG              | GP             | GS             | MPG            | FG%            | 3P%            | FT%            | RPG            | APG            | SPG            | BPG            | PPG            |
| ---------------------------------------------------------------------------------------- | --------- | ---------------- | ---------------- | ---------------- | ---------------- | ---------------- | ---------------- | ---------------- | ---------------- | ---------------- | ---------------- | ---------------- | -------------- | -------------- | -------------- | -------------- | -------------- | -------------- | -------------- | -------------- | -------------- | -------------- | -------------- |
| 2010/11                                                                                  | Миннесота | 65               | 11               | 13,7             | 51,7             | 0,0              | 76,3             | 3,0              | 0,4              | 0,3              | 0,5              | 5,5              | Не участвовал  | Не участвовал  | Не участвовал  | Не участвовал  | Не участвовал  | Не участвовал  | Не участвовал  | Не участвовал  | Не участвовал  | Не участвовал  | Не участвовал  |
| 2011/12                                                                                  | Миннесота | 47               | 35               | 26,9             | 56,4             | 0,0              | 74,3             | 7,4              | 0,7              | 0,6              | 0,7              | 13,9             | Не участвовал  | Не участвовал  | Не участвовал  | Не участвовал  | Не участвовал  | Не участвовал  | Не участвовал  | Не участвовал  | Не участвовал  | Не участвовал  | Не участвовал  |
| 2012/13                                                                                  | Миннесота | 62               | 62               | 31,6             | 52,0             | 0,0              | 74,4             | 8,8              | 0,9              | 0,7              | 0,8              | 16,3             | Не участвовал  | Не участвовал  | Не участвовал  | Не участвовал  | Не участвовал  | Не участвовал  | Не участвовал  | Не участвовал  | Не участвовал  | Не участвовал  | Не участвовал  |
| 2013/14                                                                                  | Миннесота | 54               | 54               | 30,8             | 54,1             | 0,0              | 74,7             | 8,7              | 0,9              | 0,6              | 0,4              | 17,5             | Не участвовал  | Не участвовал  | Не участвовал  | Не участвовал  | Не участвовал  | Не участвовал  | Не участвовал  | Не участвовал  | Не участвовал  | Не участвовал  | Не участвовал  |
| 2014/15                                                                                  | Миннесота | 31               | 29               | 26,3             | 42,4             | 0,0              | 83,7             | 7,5              | 0,9              | 0,6              | 0,4              | 12,5             | Не участвовал  | Не участвовал  | Не участвовал  | Не участвовал  | Не участвовал  | Не участвовал  | Не участвовал  | Не участвовал  | Не участвовал  | Не участвовал  | Не участвовал  |
| 2015/16                                                                                  | Миннесота | 12               | 3                | 13,0             | 38,0             | 0,0              | 80,0             | 1,8              | 0,9              | 0,1              | 0,0              | 4,5              | Не участвовал  | Не участвовал  | Не участвовал  | Не участвовал  | Не участвовал  | Не участвовал  | Не участвовал  | Не участвовал  | Не участвовал  | Не участвовал  | Не участвовал  |
|                                                                                          | Всего     | 271              | 194              | 24,9             | 51,8             | 0,0              | 76,0             | 6,7              | 0,7              | 0,5              | 0,6              | 12,6             | Не участвовал  | Не участвовал  | Не участвовал  | Не участвовал  | Не участвовал  | Не участвовал  | Не участвовал  | Не участвовал  | Не участвовал  | Не участвовал  | Не участвовал  |
| Наведите курсор мыши на аббревиатуры в заголовке таблицы, чтобы прочесть их расшифровку. |           |                  |                  |                  |                  |                  |                  |                  |                  |                  |                  |                  |                |                |                |                |                |                |                |                |                |                |                |

### Статистика в других лигах
| Сезон                                                                                   | Команда   | Лига               | GP | GS | MPG  | FG%  | 3P% | FT%  | RPG | APG | SPG | BPG | PPG  |  |
| 2011/12                                                                                 | Все клубы | Все лиги           | 17 | 16 | 23,2 | 61,8 | 0,0 | 75,5 | 5,1 | 0,6 | 0,5 | 0,6 | 14,4 |  |
| 2011/12                                                                                 | Партизан  | Адриатическая Лига | 10 | 9  | 20,2 | 69,2 | 0,0 | 72,3 | 5,5 | 0,6 | 0,6 | 0,8 | 13,7 |  |
| 2011/12                                                                                 | Партизан  | Евролига           | 7  | 7  | 27,4 | 54,9 | 0,0 | 81,1 | 4,6 | 0,7 | 0,3 | 0,3 | 15,4 |  |
|                                                                                         |           | Всего              | 17 | 16 | 23,2 | 61,8 | 0,0 | 75,5 | 5,1 | 0,6 | 0,5 | 0,6 | 14,4 |  |
| Наведите курсор мыши на аббревиатуры в заголовке таблицы, чтобы прочесть их расшифровку |           |                    |    |    |      |      |     |      |     |     |     |     |      |  |